# ایبیزا (جزیره)
ایبیزا، یا ایبیسا یا ایویسا (به اسپانیایی: Ibiza) (به کاتالان: Eivissa) نام یک جزیرهٔ اسپانیایی در جزایر بالئارس در مدیترانه است. 
ایبیزا صحنه‌ای فعال در تولید موسیقی و جذب گردشگر موسیقی پسند سبک چیل آوت و تکنو در جهان دارد. کافه دل مار به‌طور نمونه در این شهر شهرت فراوانی در این زمینه دارد. بسیاری از گردشگران - به ویژه از آلمان، فرانسه، بریتانیا و هلند نیز برای استراحت و آفتاب گرفتن در سواحل این جزیره به ایبیزا می‌آیند.
این جزیرهٔ صخره‌ای، دارای چندین منطقه و ساحل معروف است که دسترسی به آن‌ها با اتوموبیل یا اتوبوس امکان‌پذیر است. برخی از این سواحل عبارت‌اند از سن آنتونیو، کالا باسا و کالا کونتا. از بسیاری از شهرهای اروپا به فرودگاه ایبیزا پروازهای مستقیم وجود دارد.
در سراسر جزیره حدود صد و پنجاه هزار نفر به شکل دایمی زندگی می‌کنند.

## نگارخانه

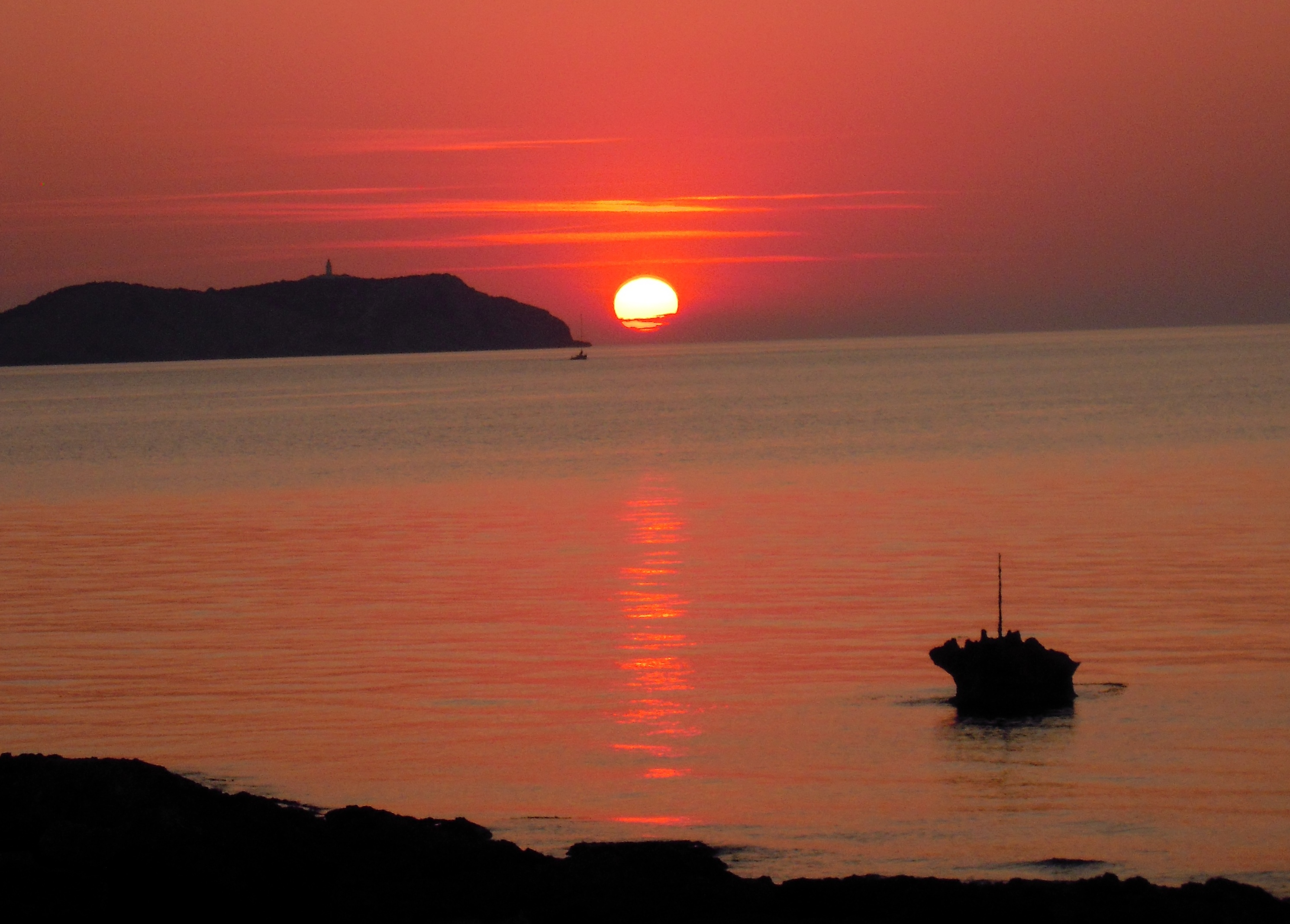
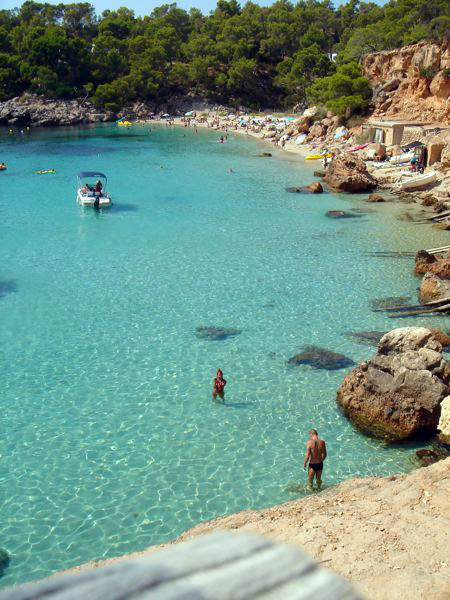
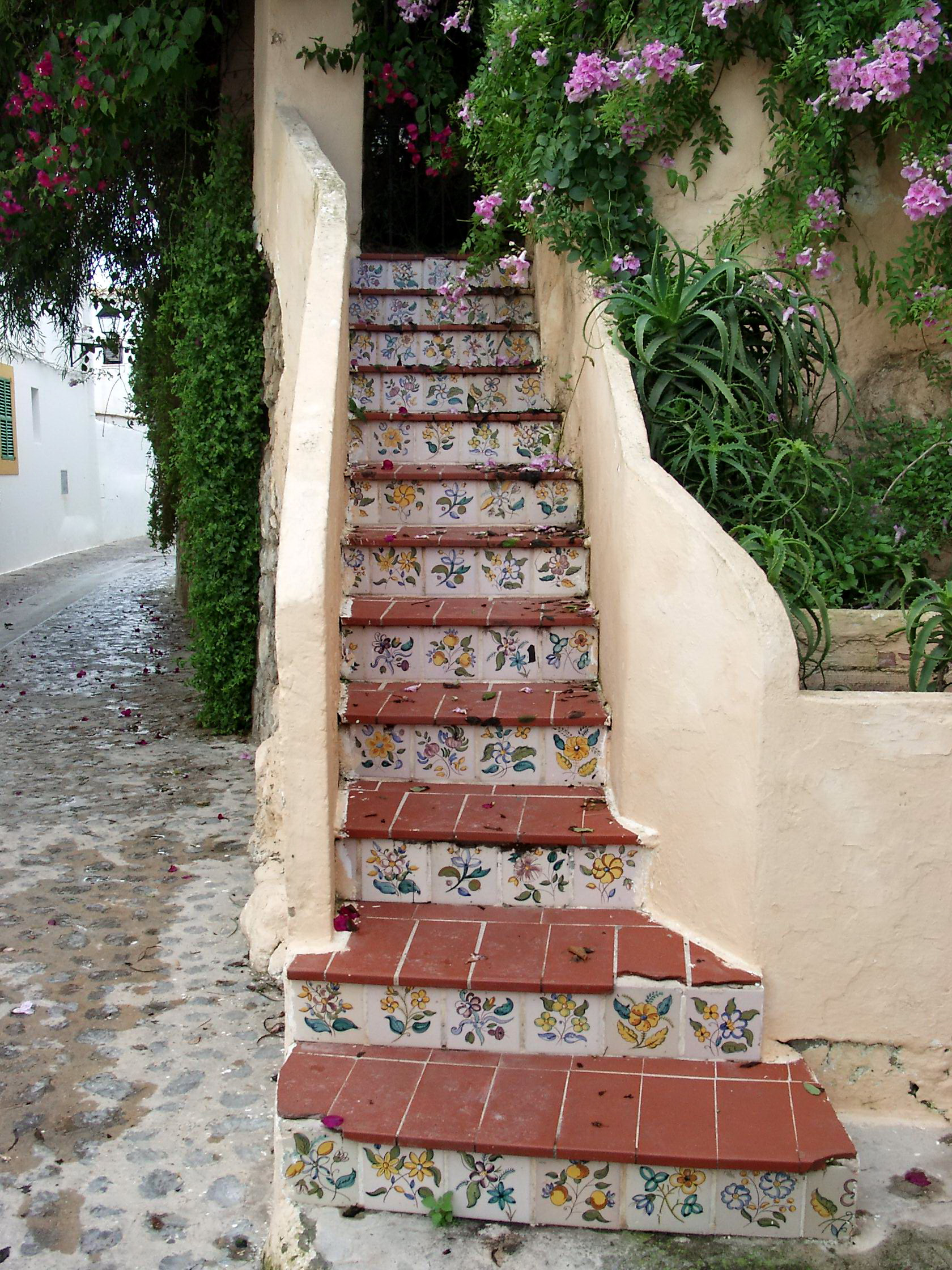
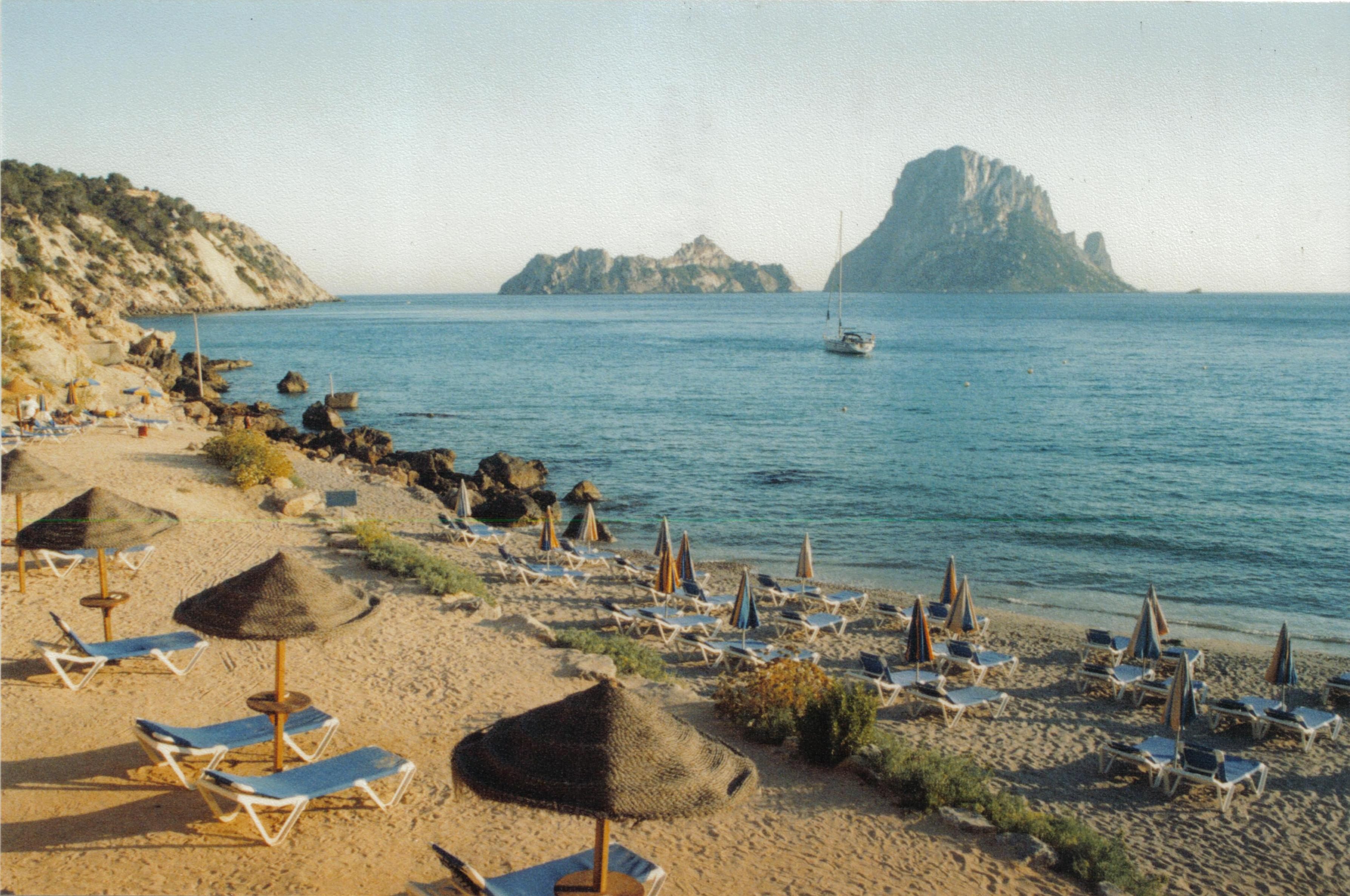
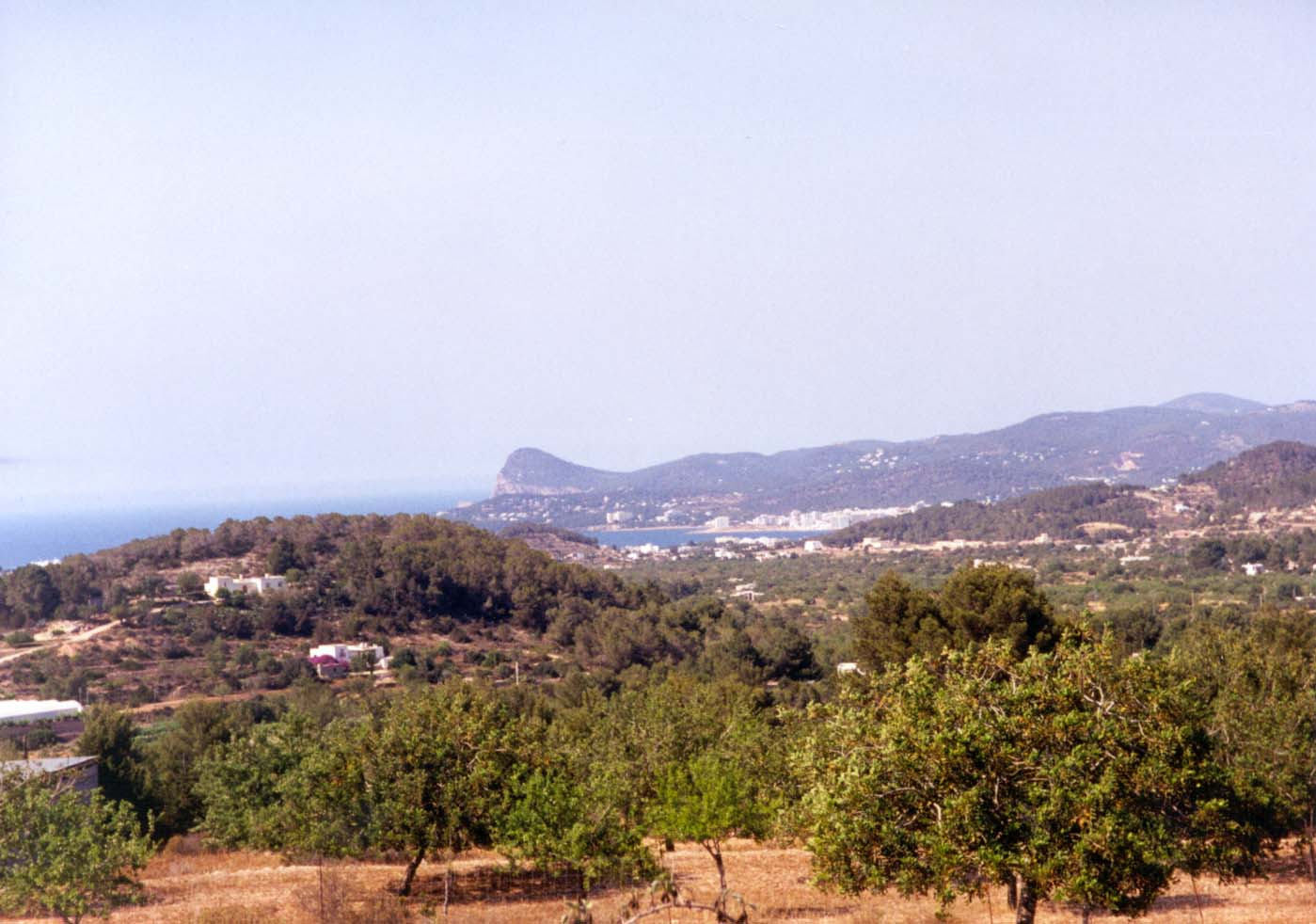
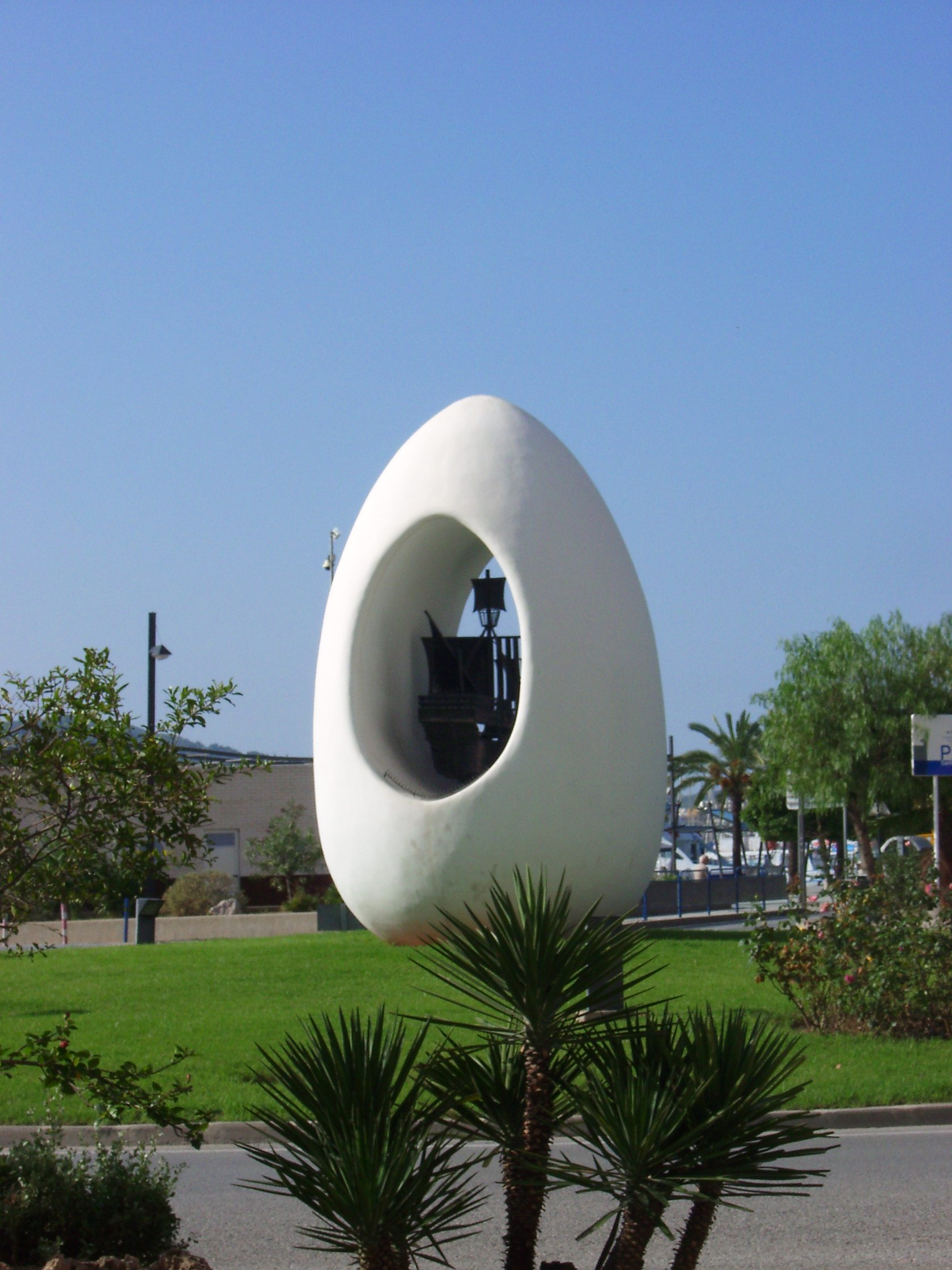
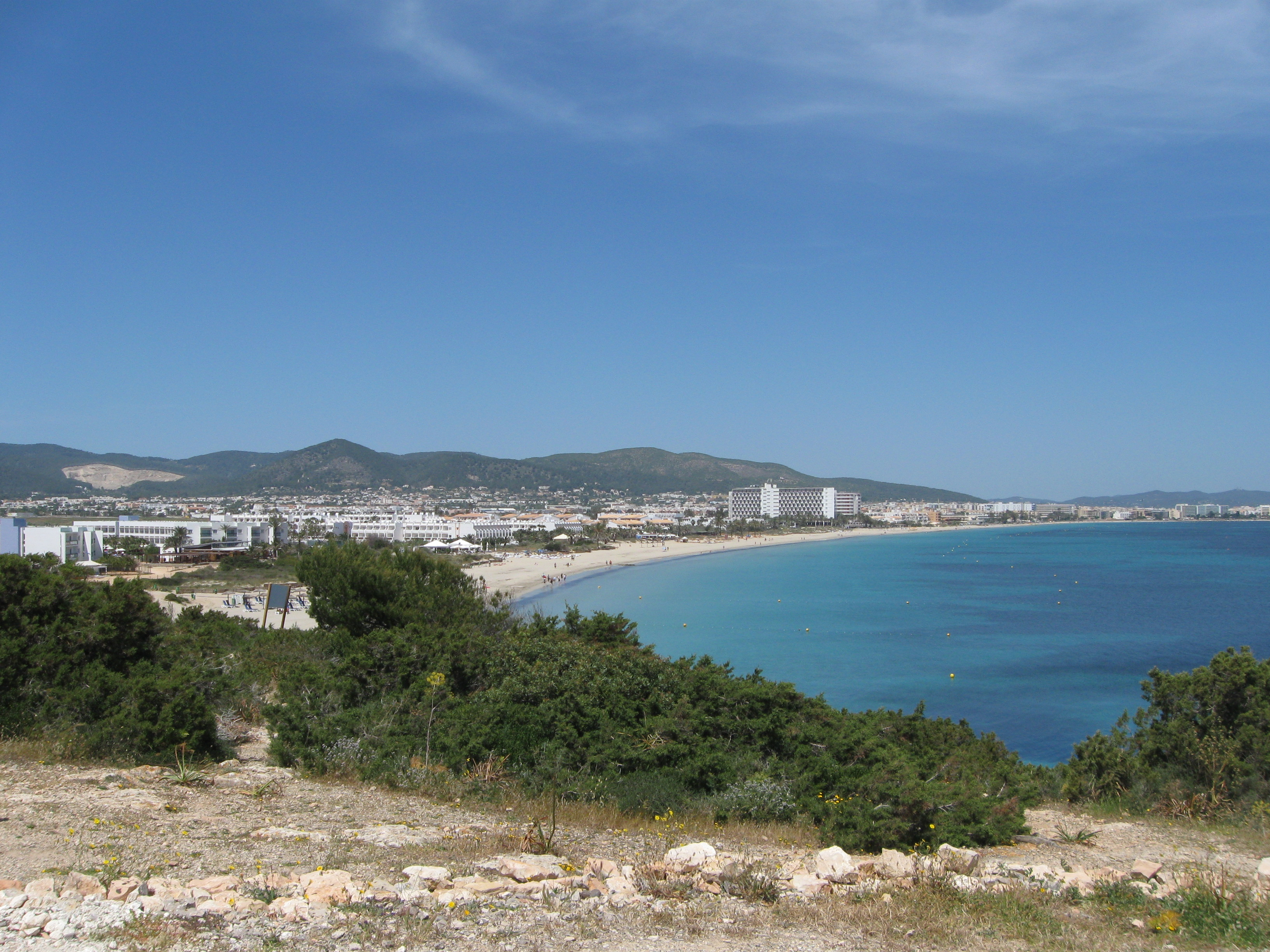
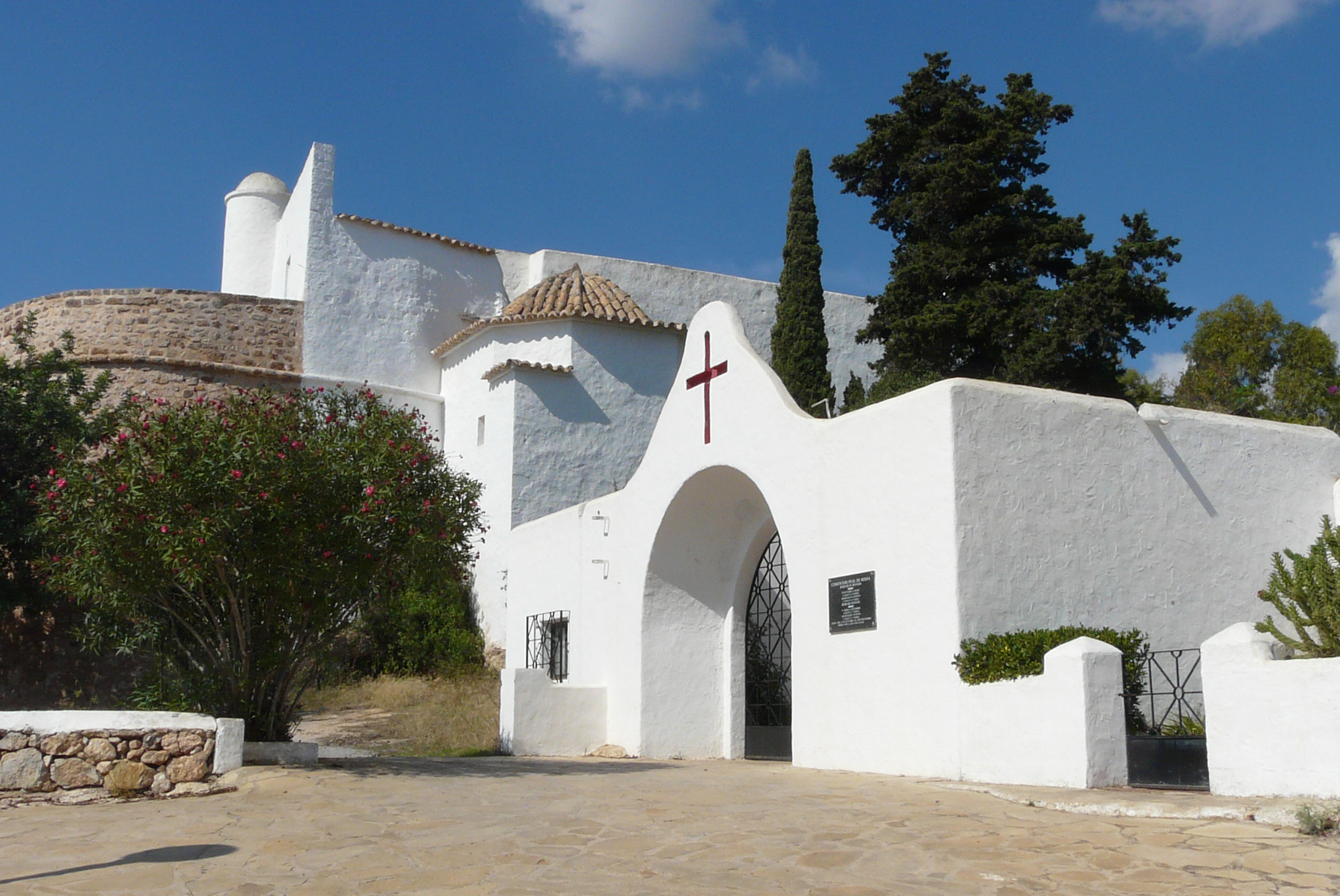
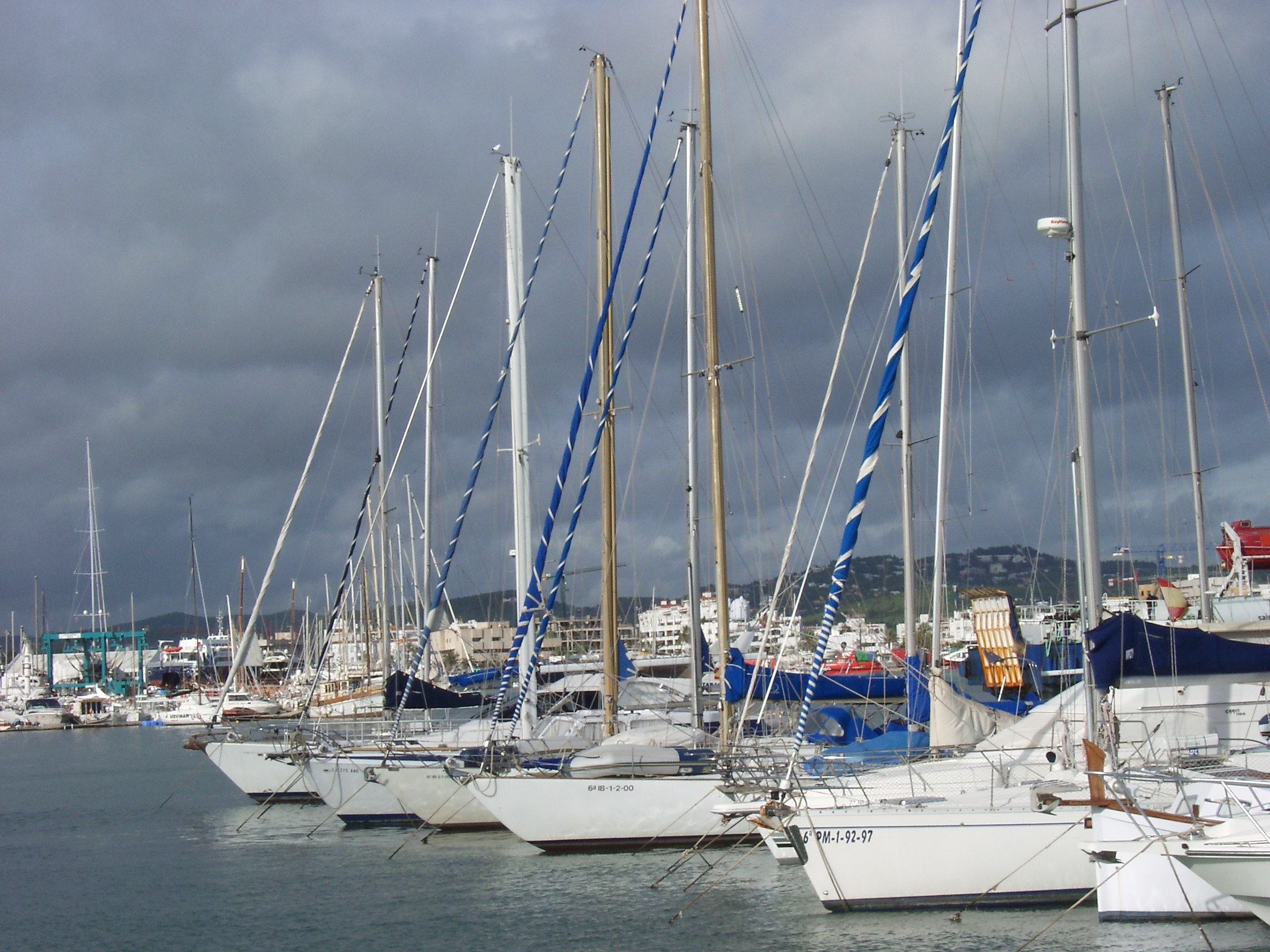
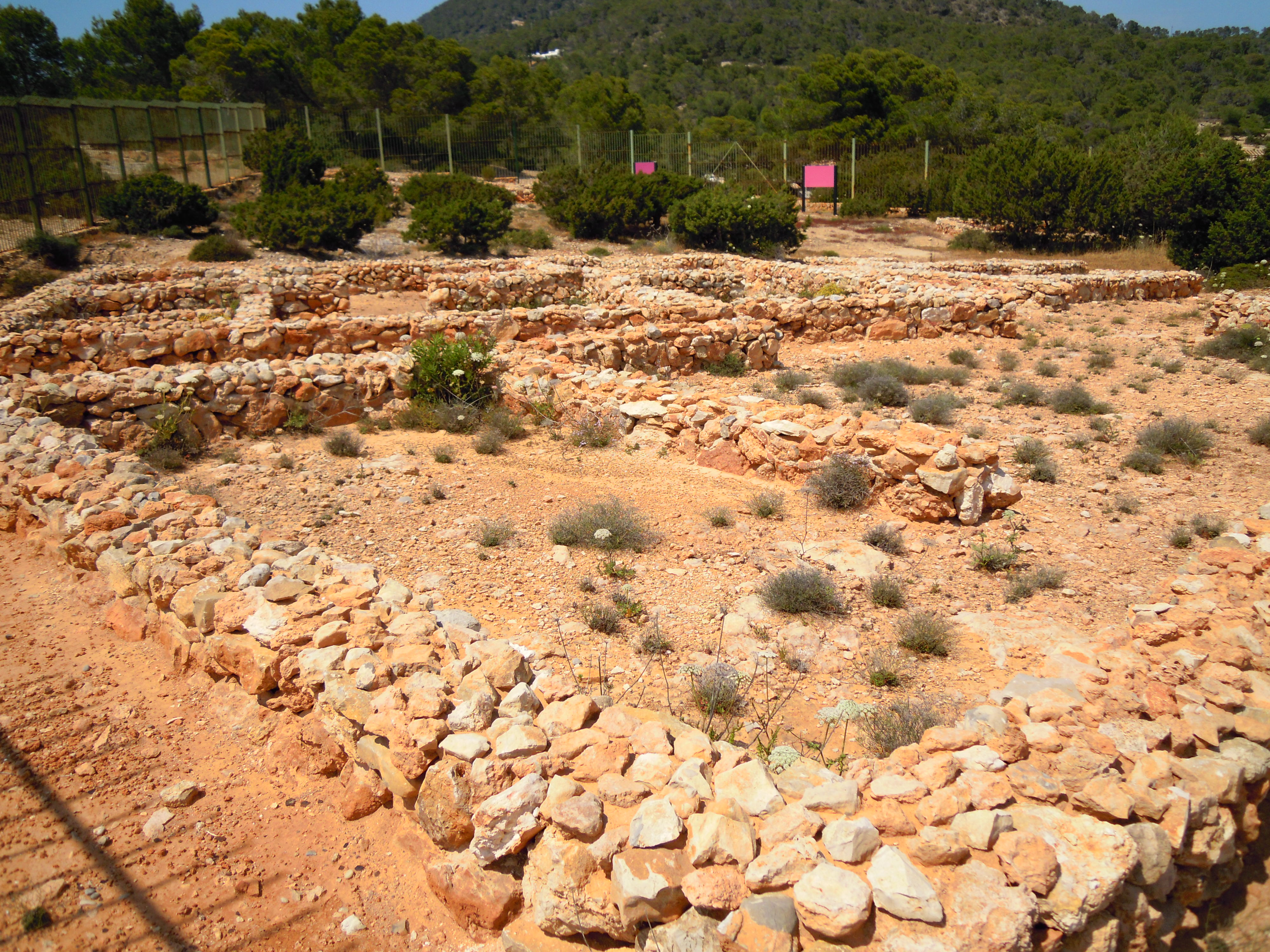